# Джозеф Абу Мрад
Джозеф Абу Мрад (нар. 18 квітня 1933) — ліванський футболіст, що грав на позиції нападника. По завершенні ігрової кар'єри — футбольний тренер.
Як гравець насамперед відомий виступами за клуб «Расінг» (Бейрут), а також національну збірну Лівану.

## Клубна кар'єра
У дорослому футболі грав за команду клубу «Расінг» (Бейрут), кольори якої і захищав протягом усієї своєї кар'єри гравця.

## Виступи за збірну
У 1955 році дебютував в офіційних матчах у складі національної збірної Лівану.

## Кар'єра тренера
Розпочав тренерську кар'єру, повернувшись до футболу після тривалої перерви, 1971 року, очоливши тренерський штаб збірної Лівану, яку тренував до 1973 року.
Наразі останнім місцем тренерської роботи була збірна Лівану, команду якого Джозеф Абу Мрад знову очолював як головний тренер з 1976 до 1978 року.